# Sándor Dóró

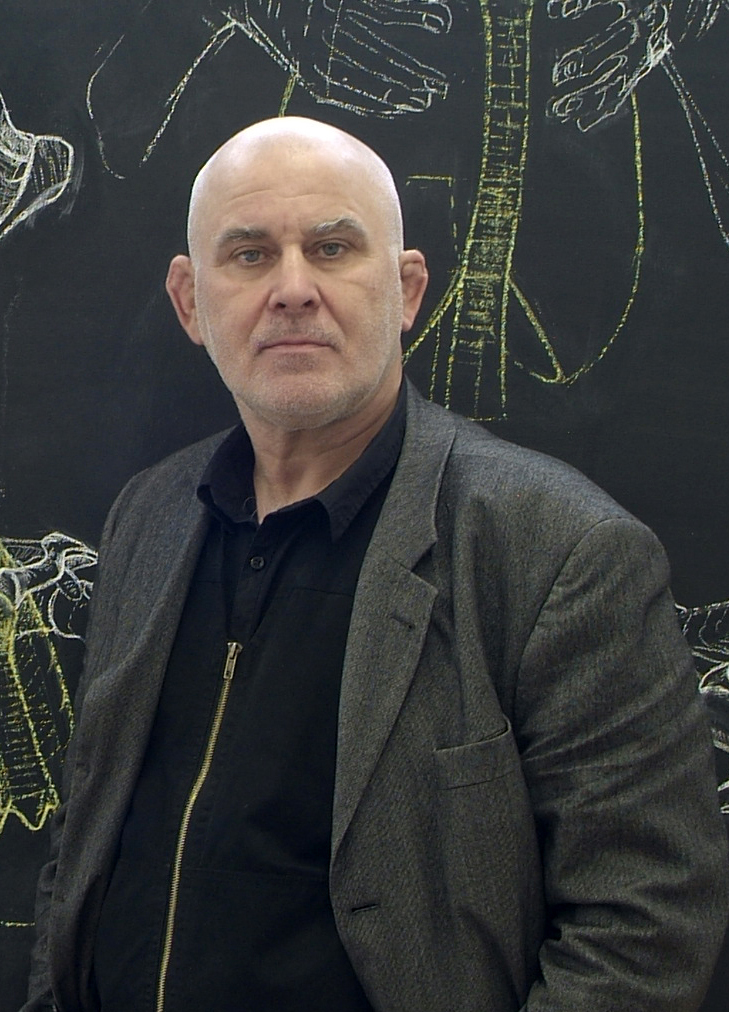
Sándor Dóró in 2010

Sándor Dóró (* 28. Mai 1950 in Hajdúböszörmény, Ungarn) ist ein in Deutschland lebender ungarischer Maler, Grafiker und Performancekünstler. Als außerplanmäßiger Professor lehrt er an der Hochschule für Bildende Künste Dresden.

## Leben
Sándor Dóró besuchte vor seinem Abitur 1968 am Fazekas-Gymnasium in Debrecen Zeichenkurse bei Lajos Biró, László Félegyházi und János Kapcsa. Zeitgleich begann er mit dem Ringen, welches er bis 1982 mit Unterbrechungen professionell betrieb. 1978 nahm er das Studium der Malerei und Grafik an der Hochschule für Bildende Künste (HfBK) in Dresden auf, welches er 1984 mit einer Diplomarbeit bei Günter Horlbeck abschloss. Nach einer vierjährigen Assistenzzeit bei dem Künstleranatom Gottfried Bammes ließ er sich 1985 als freischaffender Künstler im Künstlerhaus Dresden-Loschwitz nieder. Er war bis 1990  Mitglied des Verbands Bildender Künstler der DDR und hatte in der Zeit der DDR eine bedeutende Zahl von Einzelausstellungen und Ausstellungsbeteiligungen im In- und Ausland.
Seit 2008 war Dóró Dozent an der HfBK Dresden, bis er 2016 zum außerplanmäßigen Professor für Künstleranatomie bestellt wurde. 2022 erfolgte die Bestellung zum Honorarprofessor für Zeichnung.

## Werk
Erste Bekanntheit als Künstler erlangte Dóró nach der Wende ab 1989 mit seinen „Kastenbildern“, in denen er sich in der Tradition der Concept Art und der Arte Povera durch die Erweckung von räumlichen Illusionen mit der Einbeziehung der Zuschauer in das Kunstwerk selbst und dadurch mit der konzeptuellen Überschreitung des darstellenden Malens auseinandersetzte.
In den frühen 1990ern schuf Dóró im Sinne der Arte Povera auch eine Reihe von Installationen und Skulpturen. Seinen Installationen hat er den Namen Re-Installationen gegeben. Diese beschäftigten sich mit der Versetzung von Gegenständen in einen neuen Kontext, wodurch sowohl an den Gegenständen, als auch an ihrer neuen Umwelt neue Sinnzusammenhänge aufgezeigt werden sollten, bzw. den Gegenständen und ihrer Umwelt ein neuer Sinn gegeben werden sollte. Diese Re-Installationen waren wesentlich durch Gegenstände inspiriert, die in der DDR produziert oder verwendet worden waren.
In den späten 1990ern wandte sich Dóró den Performances zu, in denen er sich, so wie in seinen Re-Installationen mit der Rekontextualisierung von Gegenständen, aber auch mit der Kommunikation der unaussprechbaren und unbenennbaren Aspekte der Dinge beschäftigte. In seinen Performances arbeitete er auch persönliche Erlebnisse aus seiner Kindheit und Jugend, wie das Ringen, auf. Als Performance-Künstler wurde er auch Teil der Dresdener Gruppe von Performance-Künstlern flexible: X.
Als Künstler beteiligte sich Dóró an architekturbezogenen Kunstprojekten, zum Beispiel an der Gestaltung der JVA Dresden im Jahr 2000.
Nach dieser ausschließlich freischaffenden Phase wurde Dóró 2008 als künstlerischer Mitarbeiter an die HfbK Dresden berufen, um künstlerische Anatomie und Aktzeichnen zu unterrichten. Diese Position schließt sich an seine Assistenzzeit bei Gottfried Bammes Mitte der 1980er an. In den Jahren seit 2008 hat Dóró in Anlehnung an seine erste Zeit an der HfbK einen räumlich-perspektivischen Zugang zur künstlerischen Anatomie entwickelt, den er in seinem 2015 erschienenen Buch ausgearbeitet hat.
Sándor Dóró lebt mit seiner Familie im Künstlerhaus Dresden-Loschwitz.

## Publikationen
- 2015: Künstleranatomie: Menschliche Körper zeichnen[7]